# Hanbogd járás
Hanbogd járás (mongol nyelven: Ханбогд сум) Mongólia Dél-Góbi tartományának egyik járása. Területe 15 150 km². Népessége 3154 fő (2009), 5344 fő (2020)
Székhelye, Ihbulag (Ихбулаг) 250 km-re fekszik Dalandzadgad tartományi székhelytől.